# Parhadrestiinae
Parhadrestiinae (лат.) — подсемейство насекомых семейства мух-львинок, включающее один вымерший и один ныне живущий род.

## Описание
Мелкие мухи (2,7—3,2 мм) серого цвета с длинными крыльями. Щупики одночлениковые. Жгутик усика утолщённый, состоит из одного или двух флагелломеров. Глаза в волосках, у самцов соприкасаются, у самок — широко расставлены. Глазковый бугорок — крупный, с тремя простыми глазками. Лицо (под усиками) широкое у обоих полов. Затылок выпуклый. Крылья прозрачные, покрыты микротрихиями. Четвёртая и пятая радиальные жилки идут параллельно и заканчиваются около вершины крыла. Медиальных жилок только две. Голени с одной концевой шпорой. Брюшко короткое, широкое у основания и конусообразно суженное к вершине, состоит из семи видимых сегментов.

## Классификация
В подсемейство включают три вида и два рода, по внешнему строению наиболее близко к подсемействам Chiromyzinae и Beridinae. В 2010 году из нижнего мела провинции Ляонин (Китай) описан вид Gegantoberis liaoningensis, не отнесённый к определённому подсемейству, но очень похожий на Cretaceogaster pygmaeus.
- Parhadrestia James, 1975typus
  - Parhadrestia atava James, 1975[3]
  - Parhadrestia curico Woodley, 1986[1]
- † Cretaceogaster Teskey, 1971
  - † Cretaceogaster pygmaeus Teskey, 1971[4]

## Распространение
Живые представители обитают центральной части Чили (провинции Курико и Эльки). В горах найдены до высоты 900 м. В ископаемом состоянии описаны в 1971 году из отложений верхнего мела (83,5—70,6 млн лет) на северо-западе Канады в провинциях Альберта и Манитоба.